# Weasleyovi
Weasleyovi jsou fiktivní rodina z románů britské spisovatelky J. K. Rowlingové o Harrym Potterovi.
Weasleyovi jsou jednou z mála posledních čistokrevných kouzelnických rodin. Kvůli svým postojům jsou ale mezi Smrtijedy považováni za krvezrádce, a tak jsou řazeni do stejné kategorie jako mudlové. Všichni Weasleyovi byli studenty Nebelvíru a téměř všichni se stali členy Fénixova řádu.

## Členové rodiny

### Arthur Weasley
Arthur Weasley je manžel Molly Weasleyové a otec sedmi Weasleyových dětí, pracuje na Ministerstvu kouzel v odboru, který se zabývá kontakty s mudly.
Je vysoký a hubený s ustupujícími vlasy. Nosí brýle. Je synem Septima Weasleyho a Cedrelly Blackové, což ho dělá vzdáleným příbuzným Siriuse Blacka. Spolu s manželkou Molly mají sedm dětí: nejstarší z nich je Bill, potom Charlie, Percy, dvojčata Fred a George, Ron a Ginny. Všichni společně bydlí v domě, který se příznačně jmenuje Doupě.
Arthura zajímá vše, co se týká mudlů, dokonce upravil rodinný vůz Ford Anglia tak, aby mohl létat, čehož využijí Ron, Fred a George, když ve druhém díle chtějí dostat Harryho od Dursleyových.
Poprvé se objevil ve druhém díle, kdy se Harry dostal na prázdniny k Weasleyovým. V pátém díle je Arthur členem Fénixova řádu, v jehož službách je také těžce zraněn Naginim a musí se léčit v nemocnici u sv. Munga, kam se dostane díky tomu, že se Harry dostane do Voldemortových myšlenek a řekne o tom Brumbálovi. Ovšem uzdraví se. Rowlingová řekla, že měl původně v této části zemřít. Měl zemřít také v sedmém díle. Rowlingová ho ale nemohla zabít, protože to je jeden z mála dobrých otců v knihách. Protože ale „chtěla zabít rodiče“, odnesli to Remus Lupin a Nymfadora Tonksová, kteří však měli několikaměsíčního syna – Teddyho Remuse Lupina.
Ve filmu ho ztvárnil Mark Williams.

### Molly Weasleyová
Molly Weasleyová (za svobodna Prewettová) je malá buclatá žena s rudými vlasy, která vládne své domácnosti pevnou rukou. Doma má dokonce hodiny se jmény všech členů rodiny, které ukazují, kde se zrovna kdo nachází. Je manželkou Arthura Weasleyho, se kterým má sedm dětí. Je velmi temperamentní a dokáže se rozčílit, pokud některé z jejích dětí něco provede. Na druhou stranu je ale velmi laskavá a Harryho Pottera má ráda jako vlastního syna. Při každé jeho návštěvě u nich doma mu podstrojuje a na každé Vánoce mu uplete svetr stejně jako svým dětem.
Jako Weasleyovic děti a Artur Weasley navštěvovala nebelvírskou kolej. Je členkou Fénixova řádu. Poprvé se objevila v prvním dílu série, když na londýnském nádraží King's Cross vypravovala své děti do Bradavické školy čar a kouzel a vlídně Harrymu vysvětlila, jak se dostat na nástupiště.
Ve čtvrtém díle si dělá starosti o Freda a George, když začínají s Kratochvilnými kouzelnickými kejkli. Pak má také starosti o Harryho, když se stane šampionem Turnaje tří kouzelnických škol. Později také uvěří článku Rity Holoubkové, že Hermiona zlomila Harrymu srdce. Spolu s Billem přijede do Bradavic před třetím úkolem, aby podpořili Harryho.
V pátém díle je o prázdninách v hlavním štábu Fénixova řádu na Grimmauldově náměstí 12. V šestém díle zpočátku nesouhlasí se svatbou Billa a Fleur. To se ale změní poté, co Billa napadne Fenrir Šedohřbet a Fleur si ho stále chce vzít. V sedmém díle se Doupě stane novým hlavním štábem Fénixova řádu. Molly uspořádá svatbu Billa a Fleur, během které se moci na ministerstvu chopí Smrtijedi a všichni tak v panice utečou. Doupě již není bezpečné a rodina se přestěhovala k Mollyině tetičce Muriel. Zúčastní se závěrečné bitvy o Bradavice. Když se dozví, že je Fred mrtvý, zhroutí se, ale začne bojovat s Belatrix Lestrangeovou, když její smrtící kletba jen tak tak mine Ginny. Nakonec ji zabije, takže i když na to Molly nevypadá, je zřejmě velmi mocná čarodějka, nejspíš proto, že byla sestrou dvojčat Gideona a Fabiana Prewettových, kteří byli také členy Fénixova řádu a které muselo zabít pět Smrtijedů. Molly v sedmém díle darovala Harrymu k sedmnáctinám hodinky po bratru Fabianovi.
Ve filmu ji ztvárnila Julie Waltersová a v seriálu Katherine Parkinson.

### Bill Weasley
Bill Weasley (celým jménem William Arthur Weasley) je nejstarším synem Arthura a Molly Weasleyových, při svém studiu v Bradavicích se stal primusem, později začal pracovat pro pobočku Gringottovy banky v Egyptě jako odklínač, odkud odešel zpět do Anglie, aby se mohl aktivně podílet na boji ve Fénixově řádu.
Poprvé se objevil ve čtvrtém díle, kdy spolu s matkou navštívil Harryho před třetím úkolem v Turnaji tří kouzelnických škol, kdy ho také poprvé viděla jeho budoucí manželka Fleur Delacour, se kterou začal v šestém díle chodit a v sedmém si ji vzal. Hermiona a Ginny ji ze začátku nemají moc rády a protože je Francouzka a trochu šišlá, přezdívají jí Šišla. Na jejich svatbu přijedou i Fleuřini rodiče a její mladší sestra Gabriela, která je její menší kopií. Gabriela se snaží svést Harryho, to jí ovšem kazí duchapřítomná Ginny. Při bitvě o Bradavice v šestém díle ho napadl vlkodlak Fenrir Šedohřbet, ale jelikož nebyl úplněk, z Billa se vlkodlak nestal. Spolu s Fleur ukrývali Harryho, Rona a Hermionu při jejich útěku ve svém domě. Předtím se také účastnil přesunu Harryho od Dursleyových do Doupěte a pátral po těle Pošuka Moodyho. Billův dům byl také jediné místo, o kterém si Ron myslel, že ho tam uvítají, když utekl od Harryho a Hermiony. On i Fleur se zúčastnili závěrečné bitvy o Bradavice.
S Fleur má dcery Victoire a Dominique a syna Louise.
Ve filmu Harry Potter a vězeň z Azkabanu jej v epizodní roličce („štěku“) ztvárnil Richard Fish.
Ve filmu Harry Potter a Relikvie smrti jej ztvárnil Domhnall Gleeson.

### Charlie Weasley
Charles “Charlie” Weasley je 2. nejstarším synem Arthura a Molly Weasleyových, v Bradavicích býval kapitánem nebelvírského famfrpálového družstva, kde hrál na postu chytače. Po ukončení Bradavic odešel do Rumunska studovat draky. Tam mu také Hagrid poslal svého Norberta, ze kterého se později vyklubala Norberta (dračice). Přivezl také draky, kteří byli použiti na Turnaj tří kouzelnických škol. Později se přidal spolu s rodiči a bratrem Billem k Fénixovu řádu a získával podporu v zahraničí. Svému bratru Billovi šel na svatbě za svědka. Účastnil se závěrečné bitvy o Bradavice, kterou přežil bez vážných zranění. Podle Rowlingové se v životě neoženil a neměl děti, preferoval draky před ženami.
Ve filmu Harry Potter a Ohnivý pohár se v roli Charlieho mihnul Alex Crockford.

### Percy Weasley
Percy Ignacius Weasley je třetí nejstarší syn Weasleyových. Studium v Bradavicích, kde byl prefektem a primusem, ukončil ve třetím díle. Poté získal místo na ministerstvu kouzel, kde jeho sláva stoupala. Kvůli tomu, že stejně jako zbytek ministerstva, nevěřil Brumbálovi a Harrymu v tom, že se vrátil lord Voldemort, se pohádal se svou rodinou. To mu pak bylo líto, ale nedokázal se omluvit. Učinil tak až krátce před bitvou o Bradavice v sedmém díle, kde bojoval proti Smrtijedům a Voldemortovi jako zbytek jeho rodiny. Později si vzal Audrey a měli spolu dvě dcery, Lucy a Molly.
Ve filmu ho ztvárnil Chris Rankin.

### Fred a George Weasleyovi
Fred Weasley (1. dubna 1978 – 2. května 1998) a George Weasley (* 1. dubna 1978) jsou dvojčata, synové manželů Weasleyových. Oba patří mezi nejbližší přátele Harryho Pottera.
V Bradavicích byli velmi oblíbení díky svojí lásce k taškařinám, vylomeninám, tricích a celkově porušování školního řádu. Jejich nejlepší přítel byl Lee Jordan. Hráli Fafmrpál jako odrážeči a byli v tom opravdu výborní. (Sám Harry v šesté knize, kdy dvojčata už nebyla na škole a on se stal kapitánem Nebelvírského mužstva a musel si vybrat nové odrážeče říkal, že to prý bylo těžké, jelikož v tom prý nikdo nebyl tak dobrý jako Fred s Georgem).
Výborně se vyznali v Bradavicích a byli jediní, koho mělo školní strašidlo Protiva „rádo“.
V prvním ročníku při trestu u Filche mu ze zásuvky, na které stálo „zabavené a obzvlášť nebezpečné předměty“ ukradli kus pergamenu, o kterém později zjistili že to je Pobertův plánek, který ve třetím díle darovali Harrymu.
Ve čtvrtém díle se pokusili vhodit své jméno do Ohnivého poháru pomocí postaršovacího lektvaru, ačkoli ještě nebyli plnoletí, a narostl jim proto plnovous.
V pátém díle se pomstili profesorce obrany proti černé magii a ministerstvem dosazené ředitelce Bradavic Dolores Umbridgeové za její nařízení a uprchli do svého obchodu Kratochvilné kouzelnické kejkle, na kterém začali zázračně vydělávat. Předtím ale proměnili jednu školní chodbu v bažinu, se kterou si Umbridgeová sama nedokázala poradit a nikdo jiný z profesorů (zdánlivě) také ne. Školník Filch tam tak musel studenty převážet na loďce. Profesor Kratiknot se bažiny potom dle Ginnyiných slov zbavil jedním mávnutím hůlky (kousek bažiny ale ponechal s tím, že je to ukázka velmi pěkně provedeného kouzla.
Fred i George se pak stali členy Fénixova řádu. Na začátku posledního dílu připravilo George Snapeovo kouzlo o ucho, z čehož si pak obě dvojčata dělala srandu. Fred zemřel v závěrečné bitvě v Bradavicích. Zabil ho Augustus Rookwood.
Ve filmech byla Weasleyova dvojčata ztvárněna Jamesem a Oliverem Phelpsovými. (James jako Fred a Oliver jako George)

### Ginny Weasleyová
Ginevra Molly Weasleyová (* 11. srpna 1981) je nejmladší dítě a jediná dcera Molly a Arthura Weasleyových. Má hnědé oči a zrzavé vlasy, stejně jako všichni Weasleyovi. Patří do nebelvírské koleje. Je o jeden rok mladší než Harry Potter.
Ginny se poprvé objevila již v prvním díle na nádraží King's Cross, kde doprovázela své bratry a matku na cestě do Bradavic. Sama nastoupí do bradavické nebelvírské koleje o rok později. Před začátkem školního roku jí Lucius Malfoy v Krucáncích a kaňourech podstrčil viteál, deník Toma Raddlea (nikdo si toho nevšiml). Chtěl tak očernit Ginnyina otce, využije toho také k odstranění Brumbála ze školy. Deníku se Ginny začala svěřovat a Raddle v deníku začal získávat její sílu. Ginny tak nevědomky stála za útoky na studenty z mudlovských rodin. Sama si nepamatovala, co dělala ve chvílích, kdy páchala ony zločiny. Na konci knihy odešla do tajemné komnaty, kde ji před smrtí zachránil Harry.
V pátém díle Ginny ukáže svůj talent na famfrpál, o kterém předtím nikdo nevěděl. Když Dolores Umbridgeová zakáže Harrymu hrát v týmu, Ginny ho nahradí na místě chytače. Ačkoli všichni souhlasí s tím, že není tak dobrá jako Harry, v obou zápasech Nebelvíru, ve kterých nastoupila, chytila zlatonku. Stane se také členkou Brumbálovy armády, ve které prokáže, že je talentovanou čarodějkou. Spolu s Harrym, Ronem, Hermionou, Lenkou a Nevillem se účastní bojů na odboru záhad, kde chtějí zachránit Siriuse. Její nejlepší kamarádkou je Nymphandora Tonksová.
V šestém díle je při cestě do Bradavic pozvána Horaciem Křiklanem do Křikova klubu poté, co ve vlaku předvede své kouzelné schopnosti proti Zachariášovi Smithovi. Během roku se do Ginny zamiluje Harry. Ten na ni žárlí, kdykoli ji vidí muckat se se svým přítelem Deanem Thomasem. Ginny se stane nebelvírskou famfrpálovou střelkyní, na poslední zápas v sezoně, kterého se Harry nemůže kvůli Snapeovi, který mu udělil školní trest, zúčastnit, nahradí Harryho na postu chytače. Když Ginny během tohoto zápasu chytí zlatonku a Nebelvír zvítězí, probíhají na koleji oslavy. Když do společenské místnosti přijde Harry, spontánně Ginny přede všemi překvapivě políbí. Na konci se Ginny spolu s dalšími několika členy Brumbálovy armády snaží ubránit Bradavice před Smrtijedy, když jsou Harry a Brumbál pryč. Ginny vyvázne bez zranění, také díky felix felicis, který jí, Ronovi a Hermioně věnoval Harry před odchodem. Po Brumbálově smrti se Harry rozhodne s Ginny rozejít, protože ji chce uchránit před nebezpečím, které by jí hrozilo, kdyby s ním dále chodila.
V posledním díle se Ginny poprvé objeví po Harryho příchodu do Doupěte. Ačkoli se Harry s Ginny rozešel, stále ji miluje. Například na svatbě Billa a Fleur řekne Viktoru Krumovi, když o ni projeví zájem, že je zadaná. Když jsou s Ronem a Hermionou pryč, tak Harry často vytahuje Pobertův plánek, aby na něm Ginny našel. Když se téměř po roce pak vidí v Bradavicích, Harry obdivuje její krásu, ale kvůli hrozícímu nebezpečí poznamená, že ji nikdy neviděl méně radši.
Ginny strávila většinu školního roku v Bradavicích, kde spolu s Nevillem a Lenkou vedli obnovenou Brumbálovu armádu. S nimi se pokusila ukrást Nebelvírův meč, ale byla chycena a za trest poslána s Hagridem do Zapovězeného lesa. Byly jí také zakázány výlety do Prasinek. Po Velikonocích se ale spolu se zbytkem rodiny schovala a do Bradavic se vrátila až před závěrečnou bitvou, kde i přes odpor matky rovněž bojuje proti Smrtijedům. Když Harry zjistí, že musí zemřít, aby porazil Voldemorta, nechce se s Ginny rozloučit, protože se bojí, že by pak už nebyl schopný pokračovat. Po Harryho předpokládané smrti Ginny bojuje spolu s Hermionou a Lenkou proti Bellatrix Lestrangeové. Ta Ginny téměř zasáhne smrtící kletbou, to vyprovokuje Molly Weasleyovou, která se vrhne do boje s Bellatrix a zabije ji.
V epilogu posledního dílu, který se odehrává devatenáct let po bitvě o Bradavice, jsou Harry a Ginny manželé a mají tři děti: Jamese Siriuse, Albuse Severuse a Lily Lenku. J. K. Rowlingová také uvedla, že po Bradavicích se stala Ginny členkou famfrpálového týmu Hollyheadských harpyjí a po několika letech jako slavná hráčka odešla z týmu a založila s Harrym rodinu. Stala se famfrpálovou dopisovatelkou pro Denní věštec.
Ve filmech ji ztvárnila Bonnie Wright.

## Členové přiženěním nebo přivdáním

### Fleur Delacourová
Fleur Isabelle Delacourová byla studentkou francouzské Akademie čar a kouzel v Krásnohůlkách, již reprezentovala na turnaji tří kouzelnických škol, pak zaměstnankyní kouzelnické banky Gringottových a manželkou Billa Weasleyho. Její otec je Monsieur Delacour, matka je Apolline Delacour, po které Fleur i její sestra zdědily krásu – Apollónie je totiž napůl víla, čímž jsou obě dcery čtvrtvíly.
Poprvé se objevila ve čtvrtém díle, kde se stala šampionkou Krásnohůlek v turnaji tří kouzelnických škol. Nejdřív se jí nelíbilo, že se Harry stal čtvrtým šampionem, svůj názor ale změnila, když zachránil její sestru při druhém úkolu, když se to Fleur nepodařilo. Kvůli Bartymu Skrkovi ml., který byl přestrojen za Moodyho, skončí Fleur v turnaji jako poslední. Po skončení studia v Krásnohůlkách vezme práci u Gringottových, kde se lépe seznámí s Billem, se kterým se později k nelibosti paní Weasleyové a Ginny zasnoubí. Mysleli si totiž, že Fleur Billa ve skutečnosti nemiluje. To se ale změnilo po tom, co Billa napadl Fenrir Šedohřbet a Fleur s ním i nadále zůstala.
V sedmém díle se Bill a Fleur vezmou právě v den, kdy je ministerstvo kouzel obsazeno Voldemortem a Smrtijedy. Později poskytli ve svém domě – Lasturové vile – úkryt hlavní trojici a několika dalším uprchlíkům. Oba jsou členy Fénixova řádu, a proto se zúčastnili bitvy o Bradavice. Spolu s Billem mají tři děti – Victoire, Dominique a Louise.

### Gabrielle Delacour
Gabrielle Delacourová je mladší sestrou Fleur. Poprvé byla zmíněna ve čtvrtém díle, kdy byla při druhém úkolu turnaje tří kouzelnických škol „unesena“ jezerními lidmi jako to nejcennější, co má šampionka Fleur Delacourová, její sestra. Sestra ji ale nezachránila kvůli napadení ďasovci a byla zachráněna Harrym, ke kterému za to stále Fleur cítí vděk. V době svatby její sestry a Billa v sedmém díle jí bylo jedenáct let. V šestém díle Fleur tvrdí, že od té doby, co ji Harry zachránil, o něm pořád mluví. Spolu s Ginny jdou Fleur a Billovi za družičky.

### Další
- Angelina Johnsonová, manželka George
- Hermiona Grangerová, manželka Rona
- Harry Potter, manžel Ginny
- Audrey Weasleyová, manželka Percyho

## Další členové rodiny

### Tetička Muriel
Muriel je teta Molly Weasleyové a prateta jejích dětí. Podle Rona je velmi drzá, když se s někým baví. Osobně se v knize objeví poprvé v sedmém díle na svatbě Billa a Fleur, kde ji také potká poprvé Harry. Mluví s ní a s Elfiasem Dóžetem o novém životopisu Albuse Brumbála od Rity Holoubkové. Půjčila také Fleur na svatbu čelenku vyrobenou skřety, poskytla svůj dům Fénixovu řádu při přepravě Harryho od Dursleyových, po tom, co upadli Weasleyovi v nemilost ministerstva jim i několika dalším poskytla úkryt ve svém domě, jehož strážcem tajemství se stal Arthur Weasley.

### Gideon a Fabián Prewettovi
Gideon Prewett a Fabián Prewett byli bratry Molly Weasleyové a členy původního Fénixova řádu. Byli zabiti několika Smrtijedy včetně Antonína Dolohova bez boje. Harry dostal k sedmnáctým narozeninám od Weasleyových hodinky (jak je v kouzelnickém světě tradicí), které patřily Fabiánovi.

### Další
- Cedrella Weasleyová, roz. Blacková – manželka Septima Weasleyho, kvůli tomu byla odstraněna z rodokmenu Blackových
- Septimus Weasley – dědeček Weasleyových dětí, manžel Cedrelly Blackové
- Strýc Bilius – zemřel po tom, co údajně viděl smrtonoše
- Ignatius Prewett – manžel Lucretie Blackové
- Lancelot – bratranec Muriel, který pracoval u svatého Munga a řekl jí, že Ariana Brumbálová tam nikdy nebyla
- Marius Black – Mollyin druhý bratranec je moták, účetní. Rodina o něm nikdy nemluví. Na stránkách J. K. Rowlingové bylo uvedeno, že měl mít dceru Mafaldu.
- Mafalda – dcera Maria, která měla bydlet u Weasleyových, chodit do Bradavic a být sokyní Hermiony, co se týče učení. Nakonec byla ale z knihy odstraněna.
- Apollónie Delacourová a pan Delacour – rodiče Fleur a Gabrielle
- Prateta Tessie – je zmíněna ve 4. díle, když si Ron zkouší svůj společenský hábit a tvrdí, že „Vypadá jako prateta Tessie... – A dokonce páchne jako prateta Tessie!“ Další zmínka o ní je v sedmém díle knihy, na svatbě Billa a Fleur.

## Vnoučata manželů Weasleyových

### Rose Weasleyová
Rose Weasleyová – nejstarší dítě Rona Weasleyho a Hermiony Granger-Weasleyové. V epilogu sedmého dílu jde do svého prvního ročníku v Bradavicích. Je stejně stará jako syn Harryho a Ginny Albus a vypadá to, že má stejný „mozek“ jako její matka. Sdílí také Albusovy starosti o tom, že bude zařazená do Zmijozelu a tváří se chmurně, když její otec žertuje, že ji vydědí, jestli nebude zařazená do Nebelvíru. Je také navedena, aby nekamarádila se Scorpiusem Malfoyem, synem Draca Malfoye a aby ho porážela ve všech zkouškách, jak to dělala její matka s jeho otcem. Má také mladšího bratra Huga.

### Hugo Weasley
Hugo Weasley je uveden v epilogu sedmého dílu jako syn Rona a Hermiony. Je jejich nejmladším dítětem a je zhruba stejně starý jako dcera Harryho a Ginny Lily, proto ještě nechodil do Bradavic.

### Victoire Weasleyová
Victoire Weasleyová (* 2. května 2000) je nejstarším dítětem Billa a Fleur Weasleyových a zároveň nejstarším vnoučetem Molly a Artura Weasleyových. Je pojmenována Victoire, protože se narodila v den výročí bitvy o Bradavice (Victoire znamená ve francouzštině, rodném jazyku její matky, vítězství). Je zmíněná v epilogu sedmého dílu, kdy ji syn Harryho a Ginny James vidí, jak se líbá s Teddym Lupinem, synem Remuse Lupina a Tonksové, kmotřencem Harryho. Je po své matce z jedné osminy víla.

### Další vnoučata
- James Sirius Potter, syn Harryho a Ginny
- Albus Severus Potter, syn Harryho a Ginny
- Lily Lenka Potterová, dcera Harryho a Ginny
- Dominique Weasleyová, dcera Billa a Fleur
- Louis Weasley, syn Billa a Fleur
- Fred Weasley, syn George a Angeliny
- Roxanne Weasleyová, dcera George a Angeliny
- Molly Weasleyová, dcera Percyho a Audrey
- Lucy Weasleyová, dcera Percyho a Audrey

## Doupě
Doupě (v originále Burrow) je rodinný dům Weasleyových, který leží ve vesnici Vydrník svatého Drába, kde bydlí také Láskorádovi, Diggoryovi a další kouzelnické rodiny. Má sedm pater a podle knihy vypadá jako, že drží pohromadě jenom díky kouzlům. Harry při své první návštěvě tvrdí, že je to ten nejlepší dům, jaký kdy viděl, a pak se stane jeho druhým nejoblíbenějším místem po Bradavicích. Nějakou dobu dům také sloužil jako hlavní štáb Fénixova řádu.

## Zvířata
- Arnold – Ginnyina trpaslenka, kterou si koupila v Kratochvilných kouzelnických kejklích
- Errol – rodinná sova Weasleyových, kvůli svému věku má již problém létat na delší vzdálenosti nebo s hmotnějšími zásilkami
- rodinný ghúl – bydlí v podkroví, v sedmém díle ho vydávali za Rona, který se nedostavil do Bradavic a byl s Harrym
- Hermes – sova Percyho, dostal ho za to, že se stal prefektem
- Papušík (Pašík) – malá hyperaktivní sova Rona, kterou dostal od Siriuse Blacka jako náhradu za Prašivku. Jméno Papušík mu dala Ginny, Ron to zkrátil na Pašík.
- Prašivka (v originále Scabbers) – krysa, která byla v rodině po dvanáct let, nejdříve patřila Percymu, pak Ronovi. Ve skutečnosti to byl Peter Pettigrew.

## Ford Anglia
Arthur Weasley vlastnil automobil značky Ford Anglia, který dokonale přeměnil, zvětšil jeho prostor, auto může létat, stát se neviditelným. Tímto autem dostanou ve druhém díle Fred, George a Ron Harryho od Dursleyových. Pak ho Harry a Ron použijí k tomu, aby se dostali do Bradavic poté, co se nedostanou na nástupiště devět a tři čtvrtě. Kvůli tomu má pak pan Weasley problémy, protože auto viděli mudlové. Ke konci druhého dílu auto zachrání Rona a Harryho, když šli k Aragogovi a jeho děti ho chtěly sníst.

## Rodokmen
|  |  |                   |                   |                   |                   |                    |                    |                    |                    |                    |                    |                   |                   |                   |                   |                 |                 |                  |                  |                  |                  |                  |                  |              |              |                |                |                |                | Blackovi       |                |  |  |                     |                     |                     |                     |                     |                     |  |  |                     |                     |                     |                     |                     |                     |  |  |                  |                  |                  |                  |                  |                  |  |  |                    |                    |                    |                    |                    |                    |  |  |              |              |              |              |              |              |  |  |                |                |                |                |                |                |
|  |  |                   |                   |                   |                   |                    |                    |                    |                    |                    |                    |                   |                   |                   |                   |                 |                 |                  |                  |                  |                  |                  |                  |              |              |                |                |                |                |                |                |  |  |                     |                     |                     |                     |                     |                     |  |  |                     |                     |                     |                     |                     |                     |  |  |                  |                  |                  |                  |                  |                  |  |  |                    |                    |                    |                    |                    |                    |  |  |              |              |              |              |              |              |  |  |                |                |                |                |                |                |
|  |  |                   |                   |                   |                   |                    |                    |                    |                    |                    |                    |                   |                   |                   |                   |                 |                 |                  |                  |                  |                  |                  |                  |              |              |                |                |                |                |                |                |  |  |                     |                     |                     |                     |                     |                     |  |  |                     |                     |                     |                     |                     |                     |  |  |                  |                  |                  |                  |                  |                  |  |  |                    |                    |                    |                    |                    |                    |  |  |              |              |              |              |              |              |  |  |                |                |                |                |                |                |
|  |  |                   |                   |                   |                   |                    |                    |                    |                    |                    |                    |                   |                   |                   |                   |                 |                 |                  |                  |                  |                  |                  |                  |              |              |                |                |                |                |                |                |  |  |                     |                     |                     |                     |                     |                     |  |  |                     |                     |                     |                     |                     |                     |  |  |                  |                  |                  |                  |                  |                  |  |  |                    |                    |                    |                    |                    |                    |  |  |              |              |              |              |              |              |  |  |                |                |                |                |                |                |
|  |  |                   |                   |                   |                   |                    |                    |                    |                    |                    |                    |                   |                   |                   |                   |                 |                 | Septimus Weasley | Septimus Weasley | Septimus Weasley | Septimus Weasley | Septimus Weasley | Septimus Weasley |              |              | Cedrella Black | Cedrella Black | Cedrella Black | Cedrella Black | Cedrella Black | Cedrella Black |  |  | Prewettová          | Prewettová          | Prewettová          | Prewettová          | Prewettová          | Prewettová          |  |  | Prewett             | Prewett             | Prewett             | Prewett             | Prewett             | Prewett             |  |  | Ignatius Prewett | Ignatius Prewett | Ignatius Prewett | Ignatius Prewett | Ignatius Prewett | Ignatius Prewett |  |  | Lucretia Black     | Lucretia Black     | Lucretia Black     | Lucretia Black     | Lucretia Black     | Lucretia Black     |  |  |              |              |              |              |              |              |  |  |                |                |                |                |                |                |
|  |  |                   |                   |                   |                   |                    |                    |                    |                    |                    |                    |                   |                   |                   |                   |                 |                 | Septimus Weasley | Septimus Weasley | Septimus Weasley | Septimus Weasley | Septimus Weasley | Septimus Weasley |              |              | Cedrella Black | Cedrella Black | Cedrella Black | Cedrella Black | Cedrella Black | Cedrella Black |  |  | Prewettová          | Prewettová          | Prewettová          | Prewettová          | Prewettová          | Prewettová          |  |  | Prewett             | Prewett             | Prewett             | Prewett             | Prewett             | Prewett             |  |  | Ignatius Prewett | Ignatius Prewett | Ignatius Prewett | Ignatius Prewett | Ignatius Prewett | Ignatius Prewett |  |  | Lucretia Black     | Lucretia Black     | Lucretia Black     | Lucretia Black     | Lucretia Black     | Lucretia Black     |  |  |              |              |              |              |              |              |  |  |                |                |                |                |                |                |
|  |  |                   |                   |                   |                   |                    |                    |                    |                    |                    |                    |                   |                   |                   |                   |                 |                 |                  |                  |                  |                  |                  |                  |              |              |                |                |                |                |                |                |  |  |                     |                     |                     |                     |                     |                     |  |  |                     |                     |                     |                     |                     |                     |  |  |                  |                  |                  |                  |                  |                  |  |  |                    |                    |                    |                    |                    |                    |  |  |              |              |              |              |              |              |  |  |                |                |                |                |                |                |
|  |  |                   |                   |                   |                   |                    |                    |                    |                    |                    |                    |                   |                   |                   |                   |                 |                 |                  |                  |                  |                  |                  |                  |              |              |                |                |                |                |                |                |  |  |                     |                     |                     |                     |                     |                     |  |  |                     |                     |                     |                     |                     |                     |  |  |                  |                  |                  |                  |                  |                  |  |  |                    |                    |                    |                    |                    |                    |  |  |              |              |              |              |              |              |  |  |                |                |                |                |                |                |
|  |  | Apolline Delacour | Apolline Delacour | Apolline Delacour | Apolline Delacour | Apolline Delacour  | Apolline Delacour  |                    |                    | Delacour           | Delacour           | Delacour          | Delacour          | Delacour          | Delacour          |                 |                 | Bilius Weasley   | Bilius Weasley   | Bilius Weasley   | Bilius Weasley   | Bilius Weasley   | Bilius Weasley   |              |              | Arthur Weasley | Arthur Weasley | Arthur Weasley | Arthur Weasley | Arthur Weasley | Arthur Weasley |  |  | Molly Prewettová    | Molly Prewettová    | Molly Prewettová    | Molly Prewettová    | Molly Prewettová    | Molly Prewettová    |  |  | Gideon Prewett      | Gideon Prewett      | Gideon Prewett      | Gideon Prewett      | Gideon Prewett      | Gideon Prewett      |  |  | Fabian Prewett   | Fabian Prewett   | Fabian Prewett   | Fabian Prewett   | Fabian Prewett   | Fabian Prewett   |  |  | Lily Potterová     | Lily Potterová     | Lily Potterová     | Lily Potterová     | Lily Potterová     | Lily Potterová     |  |  | James Potter | James Potter | James Potter | James Potter | James Potter | James Potter |  |  |                |                |                |                |                |                |
|  |  | Apolline Delacour | Apolline Delacour | Apolline Delacour | Apolline Delacour | Apolline Delacour  | Apolline Delacour  |                    |                    | Delacour           | Delacour           | Delacour          | Delacour          | Delacour          | Delacour          |                 |                 | Bilius Weasley   | Bilius Weasley   | Bilius Weasley   | Bilius Weasley   | Bilius Weasley   | Bilius Weasley   |              |              | Arthur Weasley | Arthur Weasley | Arthur Weasley | Arthur Weasley | Arthur Weasley | Arthur Weasley |  |  | Molly Prewettová    | Molly Prewettová    | Molly Prewettová    | Molly Prewettová    | Molly Prewettová    | Molly Prewettová    |  |  | Gideon Prewett      | Gideon Prewett      | Gideon Prewett      | Gideon Prewett      | Gideon Prewett      | Gideon Prewett      |  |  | Fabian Prewett   | Fabian Prewett   | Fabian Prewett   | Fabian Prewett   | Fabian Prewett   | Fabian Prewett   |  |  | Lily Potterová     | Lily Potterová     | Lily Potterová     | Lily Potterová     | Lily Potterová     | Lily Potterová     |  |  | James Potter | James Potter | James Potter | James Potter | James Potter | James Potter |  |  |                |                |                |                |                |                |
|  |  |                   |                   |                   |                   |                    |                    |                    |                    |                    |                    |                   |                   |                   |                   |                 |                 |                  |                  |                  |                  |                  |                  |              |              |                |                |                |                |                |                |  |  |                     |                     |                     |                     |                     |                     |  |  |                     |                     |                     |                     |                     |                     |  |  |                  |                  |                  |                  |                  |                  |  |  |                    |                    |                    |                    |                    |                    |  |  |              |              |              |              |              |              |  |  |                |                |                |                |                |                |
|  |  |                   |                   |                   |                   |                    |                    |                    |                    |                    |                    |                   |                   |                   |                   |                 |                 |                  |                  |                  |                  |                  |                  |              |              |                |                |                |                |                |                |  |  |                     |                     |                     |                     |                     |                     |  |  |                     |                     |                     |                     |                     |                     |  |  |                  |                  |                  |                  |                  |                  |  |  |                    |                    |                    |                    |                    |                    |  |  |              |              |              |              |              |              |  |  |                |                |                |                |                |                |
|  |  |                   |                   |                   |                   | Gabrielle Delacour | Gabrielle Delacour | Gabrielle Delacour | Gabrielle Delacour | Gabrielle Delacour | Gabrielle Delacour |                   |                   | Charlie Weasley   | Charlie Weasley   | Charlie Weasley | Charlie Weasley | Charlie Weasley  | Charlie Weasley  |                  |                  | Fred Weasley     | Fred Weasley     | Fred Weasley | Fred Weasley | Fred Weasley   | Fred Weasley   |                |                |                |                |  |  |                     |                     |                     |                     |                     |                     |  |  |                     |                     |                     |                     |                     |                     |  |  |                  |                  |                  |                  |                  |                  |  |  |                    |                    |                    |                    |                    |                    |  |  |              |              |              |              |              |              |  |  |                |                |                |                |                |                |
|  |  |                   |                   |                   |                   | Gabrielle Delacour | Gabrielle Delacour | Gabrielle Delacour | Gabrielle Delacour | Gabrielle Delacour | Gabrielle Delacour |                   |                   | Charlie Weasley   | Charlie Weasley   | Charlie Weasley | Charlie Weasley | Charlie Weasley  | Charlie Weasley  |                  |                  | Fred Weasley     | Fred Weasley     | Fred Weasley | Fred Weasley | Fred Weasley   | Fred Weasley   |                |                |                |                |  |  |                     |                     |                     |                     |                     |                     |  |  |                     |                     |                     |                     |                     |                     |  |  |                  |                  |                  |                  |                  |                  |  |  |                    |                    |                    |                    |                    |                    |  |  |              |              |              |              |              |              |  |  |                |                |                |                |                |                |
|  |  |                   |                   |                   |                   |                    |                    |                    |                    |                    |                    |                   |                   |                   |                   |                 |                 |                  |                  |                  |                  |                  |                  |              |              |                |                |                |                |                |                |  |  |                     |                     |                     |                     |                     |                     |  |  |                     |                     |                     |                     |                     |                     |  |  |                  |                  |                  |                  |                  |                  |  |  |                    |                    |                    |                    |                    |                    |  |  |              |              |              |              |              |              |  |  |                |                |                |                |                |                |
|  |  |                   |                   |                   |                   |                    |                    |                    |                    |                    |                    |                   |                   |                   |                   |                 |                 |                  |                  |                  |                  |                  |                  |              |              |                |                |                |                |                |                |  |  |                     |                     |                     |                     |                     |                     |  |  |                     |                     |                     |                     |                     |                     |  |  |                  |                  |                  |                  |                  |                  |  |  |                    |                    |                    |                    |                    |                    |  |  |              |              |              |              |              |              |  |  |                |                |                |                |                |                |
|  |  | Fleur Delacourová | Fleur Delacourová | Fleur Delacourová | Fleur Delacourová | Fleur Delacourová  | Fleur Delacourová  |                    |                    | Bill Weasley       | Bill Weasley       | Bill Weasley      | Bill Weasley      | Bill Weasley      | Bill Weasley      |                 |                 | Percy Weasley    | Percy Weasley    | Percy Weasley    | Percy Weasley    | Percy Weasley    | Percy Weasley    |              |              | George Weasley | George Weasley | George Weasley | George Weasley | George Weasley | George Weasley |  |  | Angelina Johnsonová | Angelina Johnsonová | Angelina Johnsonová | Angelina Johnsonová | Angelina Johnsonová | Angelina Johnsonová |  |  | Hermiona Grangerová | Hermiona Grangerová | Hermiona Grangerová | Hermiona Grangerová | Hermiona Grangerová | Hermiona Grangerová |  |  | Ron Weasley      | Ron Weasley      | Ron Weasley      | Ron Weasley      | Ron Weasley      | Ron Weasley      |  |  | Ginevra Weasleyová | Ginevra Weasleyová | Ginevra Weasleyová | Ginevra Weasleyová | Ginevra Weasleyová | Ginevra Weasleyová |  |  | Harry Potter | Harry Potter | Harry Potter | Harry Potter | Harry Potter | Harry Potter |  |  |                |                |                |                |                |                |
|  |  | Fleur Delacourová | Fleur Delacourová | Fleur Delacourová | Fleur Delacourová | Fleur Delacourová  | Fleur Delacourová  |                    |                    | Bill Weasley       | Bill Weasley       | Bill Weasley      | Bill Weasley      | Bill Weasley      | Bill Weasley      |                 |                 | Percy Weasley    | Percy Weasley    | Percy Weasley    | Percy Weasley    | Percy Weasley    | Percy Weasley    |              |              | George Weasley | George Weasley | George Weasley | George Weasley | George Weasley | George Weasley |  |  | Angelina Johnsonová | Angelina Johnsonová | Angelina Johnsonová | Angelina Johnsonová | Angelina Johnsonová | Angelina Johnsonová |  |  | Hermiona Grangerová | Hermiona Grangerová | Hermiona Grangerová | Hermiona Grangerová | Hermiona Grangerová | Hermiona Grangerová |  |  | Ron Weasley      | Ron Weasley      | Ron Weasley      | Ron Weasley      | Ron Weasley      | Ron Weasley      |  |  | Ginevra Weasleyová | Ginevra Weasleyová | Ginevra Weasleyová | Ginevra Weasleyová | Ginevra Weasleyová | Ginevra Weasleyová |  |  | Harry Potter | Harry Potter | Harry Potter | Harry Potter | Harry Potter | Harry Potter |  |  |                |                |                |                |                |                |
|  |  |                   |                   |                   |                   |                    |                    |                    |                    |                    |                    |                   |                   |                   |                   |                 |                 |                  |                  |                  |                  |                  |                  |              |              |                |                |                |                |                |                |  |  |                     |                     |                     |                     |                     |                     |  |  |                     |                     |                     |                     |                     |                     |  |  |                  |                  |                  |                  |                  |                  |  |  |                    |                    |                    |                    |                    |                    |  |  |              |              |              |              |              |              |  |  |                |                |                |                |                |                |
|  |  |                   |                   |                   |                   |                    |                    |                    |                    |                    |                    |                   |                   |                   |                   |                 |                 |                  |                  |                  |                  |                  |                  |              |              |                |                |                |                |                |                |  |  |                     |                     |                     |                     |                     |                     |  |  |                     |                     |                     |                     |                     |                     |  |  |                  |                  |                  |                  |                  |                  |  |  |                    |                    |                    |                    |                    |                    |  |  |              |              |              |              |              |              |  |  |                |                |                |                |                |                |
|  |  | Victoire Weasley  | Victoire Weasley  | Victoire Weasley  | Victoire Weasley  | Victoire Weasley   | Victoire Weasley   |                    |                    | Dominique Weasley  | Dominique Weasley  | Dominique Weasley | Dominique Weasley | Dominique Weasley | Dominique Weasley |                 |                 | Louis Weasley    | Louis Weasley    | Louis Weasley    | Louis Weasley    | Louis Weasley    | Louis Weasley    |              |              | Fred Weasley   | Fred Weasley   | Fred Weasley   | Fred Weasley   | Fred Weasley   | Fred Weasley   |  |  | Roxanne Weasley     | Roxanne Weasley     | Roxanne Weasley     | Roxanne Weasley     | Roxanne Weasley     | Roxanne Weasley     |  |  | Rose Weasleyová     | Rose Weasleyová     | Rose Weasleyová     | Rose Weasleyová     | Rose Weasleyová     | Rose Weasleyová     |  |  | Hugo Weasley     | Hugo Weasley     | Hugo Weasley     | Hugo Weasley     | Hugo Weasley     | Hugo Weasley     |  |  | James Potter       | James Potter       | James Potter       | James Potter       | James Potter       | James Potter       |  |  | Albus Potter | Albus Potter | Albus Potter | Albus Potter | Albus Potter | Albus Potter |  |  | Lily Potterová | Lily Potterová | Lily Potterová | Lily Potterová | Lily Potterová | Lily Potterová |
|  |  | Victoire Weasley  | Victoire Weasley  | Victoire Weasley  | Victoire Weasley  | Victoire Weasley   | Victoire Weasley   |                    |                    | Dominique Weasley  | Dominique Weasley  | Dominique Weasley | Dominique Weasley | Dominique Weasley | Dominique Weasley |                 |                 | Louis Weasley    | Louis Weasley    | Louis Weasley    | Louis Weasley    | Louis Weasley    | Louis Weasley    |              |              | Fred Weasley   | Fred Weasley   | Fred Weasley   | Fred Weasley   | Fred Weasley   | Fred Weasley   |  |  | Roxanne Weasley     | Roxanne Weasley     | Roxanne Weasley     | Roxanne Weasley     | Roxanne Weasley     | Roxanne Weasley     |  |  | Rose Weasleyová     | Rose Weasleyová     | Rose Weasleyová     | Rose Weasleyová     | Rose Weasleyová     | Rose Weasleyová     |  |  | Hugo Weasley     | Hugo Weasley     | Hugo Weasley     | Hugo Weasley     | Hugo Weasley     | Hugo Weasley     |  |  | James Potter       | James Potter       | James Potter       | James Potter       | James Potter       | James Potter       |  |  | Albus Potter | Albus Potter | Albus Potter | Albus Potter | Albus Potter | Albus Potter |  |  | Lily Potterová | Lily Potterová | Lily Potterová | Lily Potterová | Lily Potterová | Lily Potterová |